# Andrej Bezobrazov
Andrej Bezobrazov, död 8 januari 1690 i Moskva, var en rysk ämbetsman som avrättades för trolldom. Processen mot honom var den sista stora häxprocessen av flera vid det ryska hovet under 1600-talet, och den kanske sista större och uppmärksammade häxprocessen i Ryssland. 
Bezobrazov tillhörde bojarklassen. Han arresterades år 1689 och åtalades för trolldom. 
Han anklagades för att ha anlitat två professionella trollkarlar för att "mjuka upp tsarens hjärta". Syftet var att förhindra tsar Peter den store att ge Bezobrazov som skulle postera honom långt borta från huvudstaden, då han inte ville ge upp sitt bekväma liv. Att utsätta tsaren för trolldom uppfattades som ett hot mot monarkens liv oavsett syftet. 
Han underkastades förhör och bekände sig skyldig. Häxprocessen växte till att inkludera ett stort antal personer, som implicerades som direkt eller indirekt medskyldiga. Bezobrazov ställdes inför en jury av bojarer. Han dömdes till döden enligt trolldomsdekretet från 1653. Han avrättades genom halshuggning på röda torget i Moskva. Hans hustru tvingades gå i kloster, och flera personer som hade dömts som direkt eller indirekt medskyldiga förvisades blev förvisade. De två trollkarlar som hade anlitats av honom för att utföra trolldomen, brändes levande på bål. 